# سیارک ۱۲۳۲
سیارک ۱۲۳۲ (به انگلیسی: 1232 Cortusa، نامگذاری:1931TF2) هزار و دویست و سی و دومین سیارک کشف شده‌است که در ۱۰ اکتبر ۱۹۳۱ و در هایدلبرگ کشف شد.
قدر مطلق سیارک برابر ۱۰٫۲۰ است.